# الشجن (المغربة)

تعديل مصدري - تعديل

الشجن هي إحدى قرى عزلة بني جديلة بمديرية المغربة التابعة لمحافظة حجة، بلغ تعداد سكانها 119 نسمة حسب تعداد اليمن لعام 2004.